# 森山智弥子
森山 智弥子（もりやま ちやこ、2月18日 - ）は、日本の女優である。元グローリープロダクション所属。

## 人物・来歴
- 大阪府出身。
- 趣味：ゴルフ、ワイン、カラオケ、お笑い鑑賞、特技：料理、グラフィックデザイン、英語

## 出演

### テレビドラマ
- 関西テレビ　DRAMATIC-J 「ノンノンフィクション」（2008年）
- NHK 連続テレビ小説 つばさ（2009年）

### 映画
- 東宝 ヴィヨンの妻 〜桜桃とタンポポ〜（2009年）

### カタログ
- ルボア 基礎化粧品イメージキャラクター

### メディア
- SONY 携帯ドラマ「I Love You」（2008年）

### 雑誌
- SEVEN HILLS レギュラーモデル
- ブランドJOY レギュラーモデル